# Beowulf (film)
Beowulf è un film fantastico del 1999 diretto da Graham Baker. Ispirato all'antico poema epico Beowulf, è ambientato in una realtà alternativa di tipo medioevale postapocalittico. Il film è stato girato in Romania.

## Trama
Un guerriero errante di nome Beowulf giunge alla rocca di Hrothgar, nei cui recessi si nasconde Grendel, un mostro demoniaco che, ogni notte, attacca ed uccide soldati e abitanti della fortezza. Questi ultimi sono prigionieri nella rocca stessa, assediata da un esercito che vuole impedire la propagazione del male nei dintorni. Tra uno scontro e l'altro si articoleranno varie vicende che coinvolgeranno Hrothgar, regnante della fortezza, perseguitato da strani sogni sul suo passato, Kyra, figlia di Hrothgar, intrigantemente affascinata da Beowulf e Roland, capitano della guardia, segretamente innamorato di Kyra ed, inizialmente, diffidente nei confronti di Beowulf. Lo stesso Beowulf è frutto dell'unione tra un'umana ed un dio delle tenebre, cosa che lo condanna, perennemente, ad uccidere demoni onde impedire alla sua natura malvagia di prevalere su di lui. Egli si scontrerà più volte con la bestia prima di sconfiggerla, ma un'altra minaccia attende nell'ombra.  Hrothgar e Kyra si troveranno di fronte all'origine del Male, un demone femmina che ha le fattezze di una bellissima donna. Ella rivelerà a Hrothgar che anni prima quando espugnò il castello, quella notte, lei lo sedusse. A causa di questo la moglie di Hrotghar si suicidò. Grendell, in realtà, è figlio di Hrotghar concepito quella stessa notte. A quel punto Hrotghar, furioso, tenta di accanirsi sulla madre di Grendell ma quest'ultimo appare e lo uccide colpendo Kyra. Beowulf interviene e uccide Grendell. Il demone, infuriata per la morte del figlio, prima tenta di sedurre Beowulf e poi assume le sue vere sembianze - un gigantesco ragno con tentacoli -  e attacca così Beowulf, il quale, dopo una terribile lotta, riuscirà a sconfiggerla provocando però un incendio all'interno del castello. Beowulf e Kyra scappano mentre il castello è avvolto dalle fiamme.